# Шильдская волость
Шильдская во́лость — волость в составе Вытегорского уезда Олонецкой губернии Российской Империи, РСФСР. Волостное правление располагалось в селении Григорьева (Гришкина). Упразднена в 1927 году. В настоящее время территория Шильдской волости относится в основном к Каргопольскому району Архангельской области.

## История
Декретом ВЦИК от 18 сентября 1922 года Олонецкая губерния была упразднена и волость включена в состав Вологодской губернии.
В ходе реформы административно-территориального деления СССР в 1927 году волость была упразднена.

## Состав
В состав волости входили сельские общества, включающие 20 деревень:
- Григорьевское общество
- Дуплевское общество
- Кузнецовское общество
- Рядчинское общество
- Чуриловское общество

### Населённые пункты
| Григорьевское общество                    |       |         |       |                   |
| Поселение                                 | Семей | Человек | До ВП | Школа             |
| Шильдский погост при реке Шильде          | 5     | 32      | 0,75  | В 0,75 версты     |
| Григорьева при реке Шильде                | 63    | 336     | 0     | Есть              |
| Дуракова при реке Шильде                  | 50    | 307     | 0,5   | В 0,5 версты      |
| Мостовая при реке Шильде                  | 54    | 315     | 0,75  | В 0,75 версты     |
| Зобова при реке Шильде                    | 16    | 98      | 1     | В 1 версте        |
| Созонова при реке Шильде                  | 36    | 210     | 1     | В 1 версте        |
| Кропачева при реке Шильде                 | 20    | 127     | 1     | В 1 версте        |
| Итого                                     | 244   | 1425    |       | 1                 |
| Дуплевское общество                       |       |         |       |                   |
| Поселение                                 | Семей | Человек | До ВП | Школа             |
| Андреева при колодцах                     | 40    | 227     | 4     | В 3 верстах       |
| Дуплева при колодцах                      | 40    | 249     | 7,75  | Есть              |
| Юхнова при колодцах                       | 63    | 322     | 9     | В 1,25 верстах    |
| Итого                                     | 143   | 798     |       | 1                 |
| Кузнецовское общество                     |       |         |       |                   |
| Поселение                                 | Семей | Человек | До ВП | Школа             |
| Ларюкова при реке Шильде                  | 41    | 228     | 0,5   | В 0,5 версты      |
| Чечулина при реке Шильде                  | 17    | 85      | 1     | В 0,5 версты      |
| Кузнецова при реке Шильде                 | 64    | 297     | 3     | Есть              |
| Кинякова при реке Шильде                  | 21    | 161     | 4     | В 1 версте        |
| Усадьба мещанина Матвеева при реке Шильде | 1     | 8       | 1     | В 1,5 верстах     |
| Итого                                     | 144   | 779     |       | 1                 |
| Рядчинское общество                       |       |         |       |                   |
| Поселение                                 | Семей | Человек | До ВП | Школа             |
| Рядчина при колодце                       | 35    | 181     | 7     | Есть              |
| Итого                                     | 35    | 181     |       | 1                 |
| Чуриловское общество                      |       |         |       |                   |
| Поселение                                 | Семей | Человек | До ВП | Школа             |
| Новинская пустошь при колодцах            | 46    | 259     | 13    | В 0,25 версты     |
| Ежева при колодцах                        | 40    | 195     | 13,25 | Есть              |
| Скоракова при колодцах                    | 39    | 200     | 14    | В 0,13 версты     |
| Чуриловский погост при колодцах           | 3     | 8       | 13,25 | В смежном селении |
| Итого                                     | 128   | 662     |       | 1                 |

## Население
На 1890 год численность населения волости составляла 3567 человек.
На 1905 год численность населения волости составляла 3845 человек.

## Инфраструктура
Личное подсобное хозяйство с зоной сельскохозяйственного использования, индивидуальная застройка усадебного типа.
Основа экономики — сельское хозяйство. В волости на 1905 год насчитывалось 435 лошадей, 1236 коров и 2178 голов прочего скота.